# Charles Samuel Franklin
Charles Samuel Franklin (Londres, 23 de março de 1879 — 10 de dezembro de 1964) foi um pioneiro do rádio britânico.